# (523706) 2014 HF200
(523706) 2014 HF200 est un objet transneptunien du disque des objets épars et une possible planète naine potentielle, ayant un diamètre estimé d'environ 270 km.